# Phenacoscorpius eschmeyeri
Phenacoscorpius eschmeyeri is een straalvinnige vissensoort uit de familie van schorpioenvissen (Scorpaenidae). De wetenschappelijke naam van de soort is voor het eerst geldig gepubliceerd in 1992 door Parin & Mandrytsa.